# Martí Rouret
Martí Rouret Callol (La Escala, Alto Ampurdán 1902 - Ciudad de México, 1968) fue un maestro y político español. Estudió en la Escuela Normal de Gerona y colaboró en las revistas L'Empordà Federal de Figueres y El Autonomista de Girona. En 1926 fue trasladado en Mora de Ebro como maestro del Centro Instructivo Democrático y en 1930 fundó El Ideal de l'Ebre. En 1929 fundó la Federación Radical Socialista de la Ribera y Terra Alta, que se unió al Partido Republicano Radical Socialista (PRRS).
Sin embargo, fue militante de Esquerra Republicana de Catalunya y elegido diputado en las elecciones al Parlamento de Cataluña de 1932. Fue secretario del Parlamento de Cataluña, y fue encarcelado en el barco Uruguay por su participación en la Proclamación del Estado Catalán en octubre de 1934. 
Tras el estallido de la guerra civil española, de julio a septiembre de 1936 fue nombrado consejero de sanidad y asistencia, y más tarde comisario de orden público y subsecretario de la presidencia de la Generalidad de Cataluña. Después de la Guerra civil se exilió primero a Francia y luego en México con Josep Maria Murià i Romaní en 1942. Allí mantuvo su vinculación a ERC y apoyó en 1954 la presidencia de Josep Tarradellas.